# Thomas W. Cumming
Thomas William Cumming (* 1814 oder 1815 in Frederick, Maryland; † 13. Oktober 1855 in Brooklyn, New York) war ein US-amerikanischer Politiker. Zwischen 1853 und 1855 vertrat er den Bundesstaat New York im US-Repräsentantenhaus.

## Werdegang
Thomas William Cumming wurde während des Britisch-Amerikanischen Krieges in Frederick geboren. Seine Familie zog dann nach Georgia. Am 19. Mai 1832 trat er in die US Navy ein, wo er dort zu Anfang den Dienstgrad eines Midshipman bekleidete. Nach einer Beförderung zum Passed Midshipman diente er so vom 23. Juni 1838 bis zu seinem Ausscheiden am 23. Februar 1841. Während seiner Zeit in der US Navy nahm er 1838 an der Wilkes Expedition teil. Er zog dann nach Brooklyn. Dort war er zwischen 1843 und 1853 zuerst als Apotheker und Importeur von Arzneimitteln in New York City tätig und ging dann kaufmännischen Geschäften nach. Politisch gehörte er der Demokratischen Partei an. Bei den Kongresswahlen des Jahres 1852 wurde er im zweiten Wahlbezirk von New York in das US-Repräsentantenhaus in Washington, D.C. gewählt, wo er am 4. März 1853 die Nachfolge von Obadiah Bowne antrat. Er schied nach dem 3. März 1855 aus dem Kongress aus. Er starb wenige Monate später am 13. Oktober 1855 in Brooklyn und wurde dort auf dem Green-Wood Cemetery beigesetzt.